# Європейська асоціація студентів права
ELSA (англ. European Law Students' Association) — це міжнародна, незалежна, неприбуткова організація, що об'єднує студентів-правників та молодих юристів, зацікавлених у науковому та особистому вдосконаленні. Організація надає ідеальну базу для розвитку їхніх навичок, здобуття нових знань і спілкування з студентами права та юристами з усієї Європи. Сьогодні вона є однією з найбільших незалежних студентських організацій і представлена у більш ніж 430 правничих факультетах в 43 країнах Європи, членами якої є 60 000 студентів та молодих юристів.

## Мережа ELSA
ELSA — це мережа, що зростає щодня і зараз налічує близько 60 000 молодих студентів з більш ніж 430 університетів 43 країни Європи. Зараз ELSA має членів та спостерігачів в: Албанії, Вірменії, Австрії, Бельгії, Білорусі, Боснії та Герцоговині, Болгарії, Хорватії, Чехії, Данії, Естонії, Фінляндії, Франції, Грузії, Німеччині, Греції, Угорщині, Ісландії, Італії, Казахстані, Латвії, Литві, Люксембургу, Мальті, Чорногорії, Нідерландах, Норвегії, Польщі, Португалії, Македонії, Румунії, Сербії, Словаччині, Словенії, Великій Британії, Іспанії, Швеції, Швейцарії, Туреччині та Україні.
ELSA також співпрацює з іншими студентськими організаціями по всьому світу, наприклад — ILSA в Північній Америці, ALSA в Японії, ALSA в Австралії, ALSA в Південній Африці та AEJCI в Кот-д'Івуарі.

## Відносини з інституціями ELSA International
Через своєю діяльність та співпрацю з міжнародною спільнотою ELSA отримала спеціальний статус в кількох міжнародних організаціях:
- Спеціальний консультативний статус у Економічній і Соціальній Раді (ООН ЕКОСОР);
- Консультативний статус категорії «С» в ООН з питань освіти, науки і культури (ЮНЕСКО);
- Консультативний статус Комісії ООН з міжнародного торгового права (ЮНСІТРАЛ);
- Статус учасника у Раді Європі;
- Статус спостерігача у Всесвітній організації інтелектуальної власності;
- Договір про співпрацю з Комісаром ООН з прав біженців;
- Бенефіціарій грантів Європейської Комісії.

## Напрямки діяльності ELSA

### Академічна діяльність
Академічна діяльність ELSA — це засіб для надання юридичної інформації та допомоги розвитку юридичної професії в Європі. Через свою Академічну діяльність ELSA робить прямий внесок до юридичної освіти.
За роки свого існування ELSA створила велику кількість різних проектів. Наприклад, такі публікації як ELSA Selected Papers on European Law (SPEL) є важливою частиною діяльності організації. Також одним з важливих напрямків Академічної діяльності є Програма навчання закордоном, що має на меті заохочувати студентів навчатися в зарубіжних країнах. Частиною роботи організації в цьому напрямку є також конкурси, такі як Конкурси Судових Дебатів та Конкурси Есе, а також заходи, які мають зв'язок із професійним життям — Lawyers at Work (зустрічі з практикуючими юристами).
Для того, щоб надати можливість користуватись широкою мережею ELSA для отримання наукової юридичної інформації, що може бути недоступною в рідних країнах студентів, організація проводить юридичні дослідження, що реалізуються за допомогою Дослідницьких Груп та Правового Порталу ELSA.
- John H. Jackson Moot Court Competition (JHJMCC);
- European Human Rights Moot Court Competition;
- Правові курси
- Law Review
- Legal Research Groups
- Lawyers at Work Events

### Семінари та конференції
Ключовий напрямок Семінарів та Конференцій слугує для доповнення стандартного навчального плану вищих навчальних заходів шляхом підвищення розуміння студентами глобальних, правових, соціальних, економічних та екологічних проблем.
Цей напрямок включає:
- семінари;
- конференції;
- правові школи;
- круглі столи;
- навчальні візити.

### Професійний розвиток
Професійний розвиток (англ. Professional Development) — міжнародна програма студентських стажувань) є одним з ключових напрямків діяльності ELSA, який покликаний забезпечувати стажуваннями студентів-юристів і молодих правників, він спрямований на розвиток правової освіти і взаєморозуміння шляхом пошуку міжнародних стажувань і стажерів. Професійний розвиток є шансом кожного відчути себе юристом впливової іноземної юридичної компанії і отримати безцінний досвід роботи в галузі юриспруденції іншої країни під керівництвом справжніх фахівців своєї справи. На сьогоднішній день це також найбільш багатообіцяючий напрямок діяльності ELSA, оскільки він дозволяє кожному з членів відкрити для себе нові перспективи на майбутнє.

## Національне правління ELSA Ukraine
Національне правління ELSA Ukraine — постійно діючий керівний орган Організації, який здійснює керівництво нею у період між Загальними зборами. Національне правління обирається на весняних Загальних зборах організації (Національний конгрес ELSA Ukraine). До складу правління відносяться наступні посади: Президент, Генеральний секретар, Скарбник, Віцепрезидент з Маркетингу, Віцепрезидент з Академічної діяльності, Віцепрезидент зі Змагань, Віцепрезидент з Семінарів та конференцій, Віцепрезидент з Професійного розвитку.
Новообране правління ELSA Ukraine 2025/2026 складається із наступних осіб:
- Президент — Богдан Гамлюк;
- Генеральний секретар — Арсен Гавдьо;
- Скарбник — Микола Грицюк;
- Віцепрезидент з Маркетингу — Злата Ткачук;
- Віцепрезидент з Академічної діяльності — Володимир Урбанович;
- Віцепрезидент зі Змагань — Марія Шевчук;
- Віцепрезидент з Семінарів та конференцій — Ірина Динту;
- Віцепрезидент з Професійного розвитку — Дарина Васянович.

## Партнери ELSA Ukraine
Діяльність ELSA Ukraine є відкритою до партнерства із іншими організаціями та не буде можливою без підтримки соціально відповідального бізнесу, прогресивних неурядових та урядових організацій.
Станом на початок 2018 року ексклюзивним партнером ELSA Ukraine є Адвокатське об'єднання «Сергій Козьяков та партнери [Архівовано 12 січня 2018 у Wayback Machine.]» — одна з провідних юридичних фірм у сфері корпоративного права в Україні. Також спеціалізуються на вирішенні правових проблем в сфері злиттів і поглинань, конкуренційного права, права міжнародної торгівлі, нерухомості, енергетики і екології, судової практики. Надають правову допомогу у суміжних та допоміжних практиках, у тому числі у сферах: приватизації державного майна, захисту інтелектуальної власності, трудового права, податків, валютного та митного контролю, кримінального права, сімейного права, імміграційного права.
Генеральний партнер Адвокатське об'єднання «Арцінгер [Архівовано 3 травня 2022 у Wayback Machine.]» — один із лідерів ринку юридичних послуг в Україні і вже більше 14 років забезпечує своїх клієнтів високоякісною юридичною підтримкою по всій території країни. Серед клієнтів компанії — провідні представники міжнародного та локального бізнесу.
Академічний партнер ГО «Асоціація адвокатів України [Архівовано 10 травня 2022 у Wayback Machine.]» — всеукраїнська громадська неприбуткова організація, створена на засадах професійної належності та об'єднує адвокатів для сприяння розвитку та зміцненню інституту адвокатури в Україні, підвищення рівня правової допомоги, що надається адвокатами, підвищення ролі та авторитету адвокатури в суспільстві та задоволення та захисту прав та законних інтересів членів Асоціації.
Інформаційно-правовий партнер «ЛІГА:ЗАКОН» — інноваційна українська компанія, яка 26 років забезпечує інформаційно-правову підтримку бізнесу, влади й суспільства. Це найбільший у країні розробник інформаційно-правових та сервісних рішень. Сервісами ЛІГА: ЗАКОН користуються 160 тисяч клієнтів. Сучасні рішення допомагають топ-менеджерам, юристам, бухгалтерам та hr-менеджерам максимально реалізувати свій потенціал.

## Локальні осередки ELSA Ukraine
Мережа ELSA Ukraine налічує дванадцять Локальних осередків у найбільш розвинених юридичних центрах України. Всі вони мають особливі проєкти та надають можливості студентам-правникам розвинути свої практичні навички, підвищити рівень знань у різних сферах права.
Такими осередками є:
- ELSA Kyiv
- ELSA Lviv
- ELSA Odesa
- ELSA Kharkiv
- ELSA Dnipro
- ELSA Sumy
- ELSA Chernivtsi
- ELSA Lutsk
- ELSA Ternopil
- ELSA Ostroh
- ELSA Ivano-Frankivsk
- ELSA Uzhhorod